# Renault Type AG e Type AG-1
Le Type AG ed AG1 sono due autovetture prodotte tra il 1905 ed il 1910 dalla casa automobilistica francese Renault.

## Storia e profilo
Furono tra le prime vetture realizzate dalla casa transalpina dopo la morte di Marcel Renault. Si trattava di due modelli di fascia medio-bassa facenti parte del medesimo progetto, condividenti lo stesso telaio e quasi la stessa meccanica. Furono pensate principalmente per fungere da taxi. Non solo: la scommessa era di sfondare come taxi anche all'estero. La loro arma principale era la robustezza della meccanica, saggiata durante un test su strada in occasione della loro presentazione. Tali vetture centrarono il bersaglio: solo a Parigi furono 1500 le vetture acquistate da una società di trasporti, ma ne furono ordinati parecchi esemplari anche nel resto della Francia e persino all'estero, specialmente a Londra.
Il "cuore" della Type AG era un bicilindrico da 1060 cm³ in grado di erogare una potenza massima di 12 CV a 1800 giri/min. Dal 1907 in poi subentrò la Type AG1, la cui cilindrata crebbe a 1205 cm³.

### I taxi della Marna
Allo scoppio della prima guerra mondiale, queste vetture già da tempo fuori produzione entrarono nella storia, allorché circa 600 esemplari di Type AG e AG1 trasportarono ben 6000 soldati lungo le rive della Marna. Da allora, questi due modelli divennero noti con il soprannome di Taxi della Marna.